# Dansaire becgròs
El dansaire becgròs (Saltator maxillosus) és una espècie d'ocell en la família dels tràupids.
És endèmic en el nord-est de l'Argentina, sud-est del Brasil, aquest del Paraguai.
Els seus hàbitats naturals són selves subtropical o tropical humides baixes, i selves degradades.